# 74 Virginis
74 Virginis (l Virginis) é uma estrela na direção da Virgo. Possui uma ascensão reta de 13h 31m 57.95s e uma declinação de −06° 15′ 20.6″. Sua magnitude aparente é igual a 4.68. Considerando sua distância de 432 anos-luz em relação à Terra, sua magnitude absoluta é igual a −0.93. Pertence à classe espectral M3III.